# باول س. آدامز
باول س. آدامز (بالإنجليزية: Paul C. Adams)‏ هو جغرافي أمريكي، ولد في 1950.